# Mine d'Aljustrel
La mine d'Aljustrel est une mine souterraine de zinc et de plomb située au Portugal.